# Stefaniya Nadymova
Stefaniya Georgiyevna Nadymowa (en russe : Сефания Георгиевна Надымова), née le 1er décembre 1994 à Kudymkar, est une sauteuse à ski et coureuse du combiné nordique russe.
Avec Alena Sutiagina, elle est médaillée de bronze de l'Universiade d'hiver 2017 dans la compétition par équipe de saut à ski (2017). Elle a remporté le classement général de la toute première Coupe continentale féminine de combiné nordique et est championne de Russie de la spécialité. 

## Carrière

### Saut à ski
Elle a effectué ses premiers sauts en 2010 dans sa ville natale, Kudymkarze. 
Elle fait ses débuts en compétitions internationales officielles de la FIS à Liberec en janvier 2013, où elle participe aux championnats du monde juniors. Elle a été disqualifiée en compétition individuelle, et en compétition par équipes, elle a pris la 6e place avec ses coéquipières de l'équipe de Russie. 
En mars 2013, elle a fait ses débuts en Coupe Continentale en prenant la 37e place à Oberwiesenthal. Quelques jours plus tard, à Örnsköldsvik, elle marque ses premiers points en se classant 12e, 13e et à nouveau 12e lors des trois compétitions de cette étape de la Coupe. À l'été 2013, elle fait ses débuts en Grand Prix d'été, sans marquer de points. 
Le 7 décembre 2013 à Lillehammer, elle participe pour la première fois à la Coupe du monde, mais chute en qualifications. Elle y fait donc ses véritables débuts le 3 janvier 2014 à Tchaïkovski, où elle se classe 41e. 
En 2014, lors d'un saut d'entraînement à Nijni Taguil, elle tombe à l'atterrissage et subit un choc à la tête. En raison de cette mésaventure, elle ne peut s'entraîner pendant la saison. À son retour, à l'instigation de son entraîneur, elle a commence à s'entraîner en combiné nordique. 
Le 5 septembre 2015 à Tchaïkovski, elle marque son premier point en Grand Prix d'été, en se classant à la 30e place.
En février 2017 à Almaty, avec Alena Sutiagina, elle remporte la médaille de bronze de l'Universiade d'hiver dans l'épreuve par équipes, ainsi que la cinquième place de l'épreuve individuelle et la quatrième dans l'épreuve mixte par équipes. 

### Combiné nordique
À l'été 2017, elle remporte le championnat de Russie de combiné nordique, un gundersen HS 102 / 5 km. 
Le 20 janvier 2018 à Rena, elle remporte la première course de la première Coupe continentale féminine de combiné, un gundersen HS 111 / 5 km. Au cours de la saison 2017/2018, elle a remporté deux autres victoires et a obtenu une deuxième place, remportant ainsi le classement général de la compétition. 
Fin mars 2018, elle est redevenue championne de Russie de combiné, lors d'un gundersen HS 102 / 5 km.
À l'été 2019, elle se classe deuxième à quatre concours au Grand Prix, ce qui lui garantit la victoire finale au classement général.
En décembre 2020, à Ramsau, elle prend part à la première course de Coupe du monde féminine ; elle s'y classe quinzième.

## Palmarès en combiné nordique

### Championnats du monde
| Épreuve / Édition        | Individuel     | Individuel |
| Épreuve / Édition        | Petit tremplin |            |
| Mondiaux 2021 Oberstdorf | 13e            |            |

### Coupe du monde
- Meilleur résultat individuel : 15e.

### Coupe continentale
- Gagnante du classement général en 2018.
- 7 podiums individuels, dont 3 victoires.

### Grand Prix
- Gagnante des éditions 2018 et 2019.
- 6 podiums individuels, dont 1 victoire.

## Palmarès en saut à ski

### Universiades
- Almaty 2017 :
  -  Médaille de bronze par équipes.